# Morimospasma paradoxum
Morimospasma paradoxum là một loài bọ cánh cứng trong họ Cerambycidae.